# پرستو حبیبی
پرستو حبیبی (انگلیسی: Parastoo Habibi؛ زادهٔ ۱۸ آذر ۱۳۸۱) ورزشکار پرتاب وزنه اهل ایران است. وی در مسابقات کشوری و بین‌المللی در مجموع برندهٔ ۱ مدال طلا، ۲ مدال نقره شده است. حبیبی نماینده ایران در بازی‌های پارا آسیایی ۲۰۲۲ بود و در پرتاب باشگاهی F32/51 مدال طلا و در ماده پرتاب F32 مدال نقره گرفت. او نماینده ایران در پارالمپیک تابستانی ۲۰۲۴ بود و مدال برنز را در مسابقات پرتاب باشگاهی F32 کسب کرد.